# Вествуд (Міссурі)
Вествуд (англ. Westwood) — селище (англ. village) в США, в окрузі Сент-Луїс штату Міссурі. Населення — 316 осіб (2020).

## Географія
Вествуд розташований за координатами 38°38′36″ пн. ш. 90°26′0″ зх. д. / 38.64333° пн. ш. 90.43333° зх. д. (38.643330, -90.433278).  За даними Бюро перепису населення США в 2010 році селище мало площу 1,58 км², уся площа — суходіл.

## Демографія
Згідно з переписом 2010 року, у селищі мешкало 278 осіб у 120 домогосподарствах у складі 88 родин. Густота населення становила 176 осіб/км².  Було 125 помешкань (79/км²).
Расовий склад населення:
| - 92,1 % — білих - 3,6 % — азіатів - 2,2 % — чорних або афроамериканців |

До двох чи більше рас належало 1,4 %. Частка іспаномовних становила 2,2 % від усіх жителів.
За віковим діапазоном населення розподілялося таким чином: 16,5 % — особи молодші 18 років, 56,9 % — особи у віці 18—64 років, 26,6 % — особи у віці 65 років та старші. Медіана віку мешканця становила 53,9 року. На 100 осіб жіночої статі у селищі припадало 90,4 чоловіків;  на 100 жінок у віці від 18 років та старших — 88,6 чоловіків також старших 18 років.
Середній дохід на одне домашнє господарство  становив 238 445 доларів США (медіана — 118 750), а середній дохід на одну сім'ю — 302 070 доларів (медіана — 175 000). Медіана доходів становила 79 583 долари для чоловіків та 67 500 доларів для жінок. За межею бідності перебувало 2,0 % осіб, у тому числі 0,0 % дітей у віці до 18 років та 1,3 % осіб у віці 65 років та старших.
Цивільне працевлаштоване населення становило 161 осіб. Основні галузі зайнятості: освіта, охорона здоров'я та соціальна допомога — 25,5 %, науковці, спеціалісти, менеджери — 18,0 %, фінанси, страхування та нерухомість — 16,8 %.